# Jorge Matute Remus

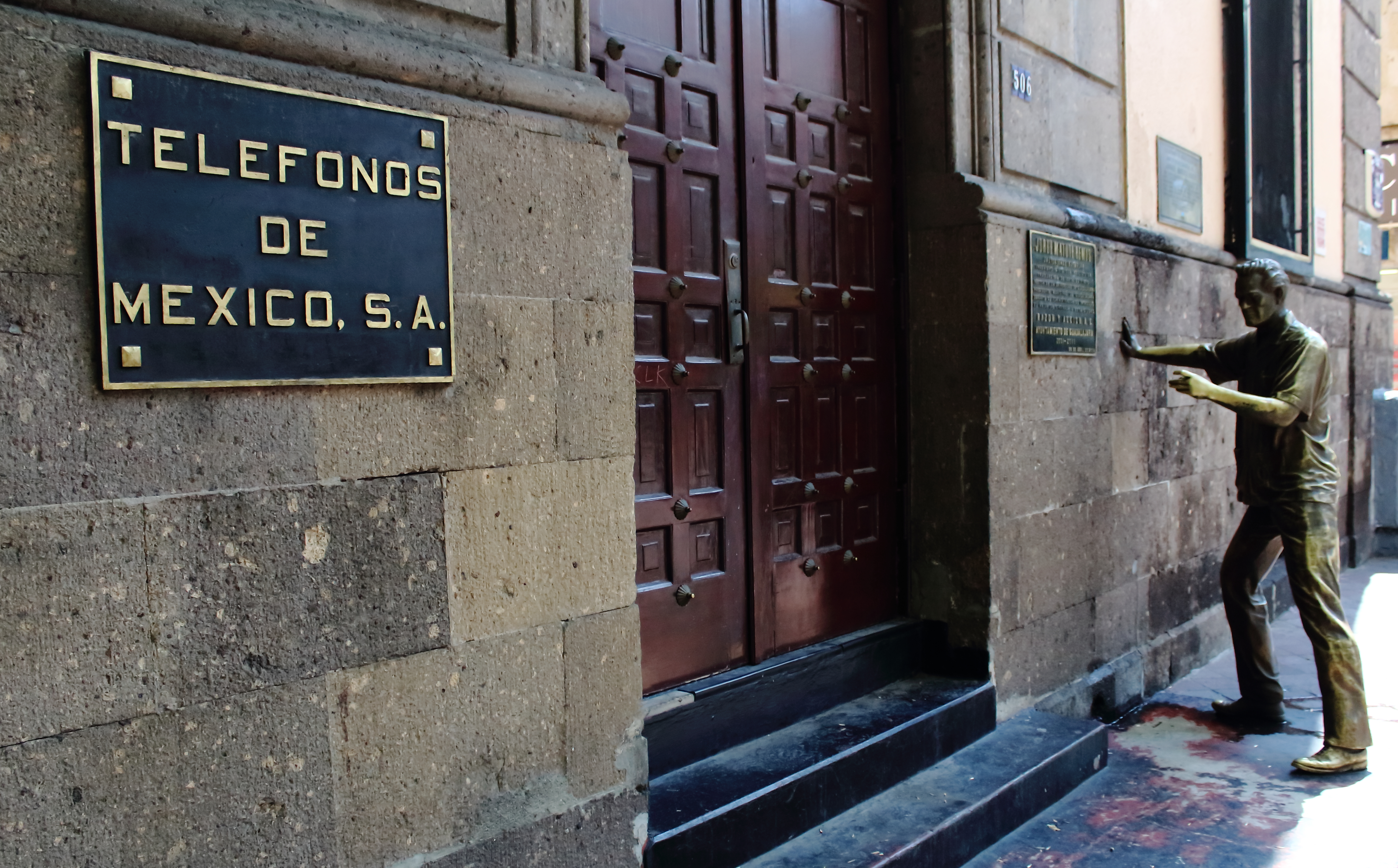
Jorge Matute Remus

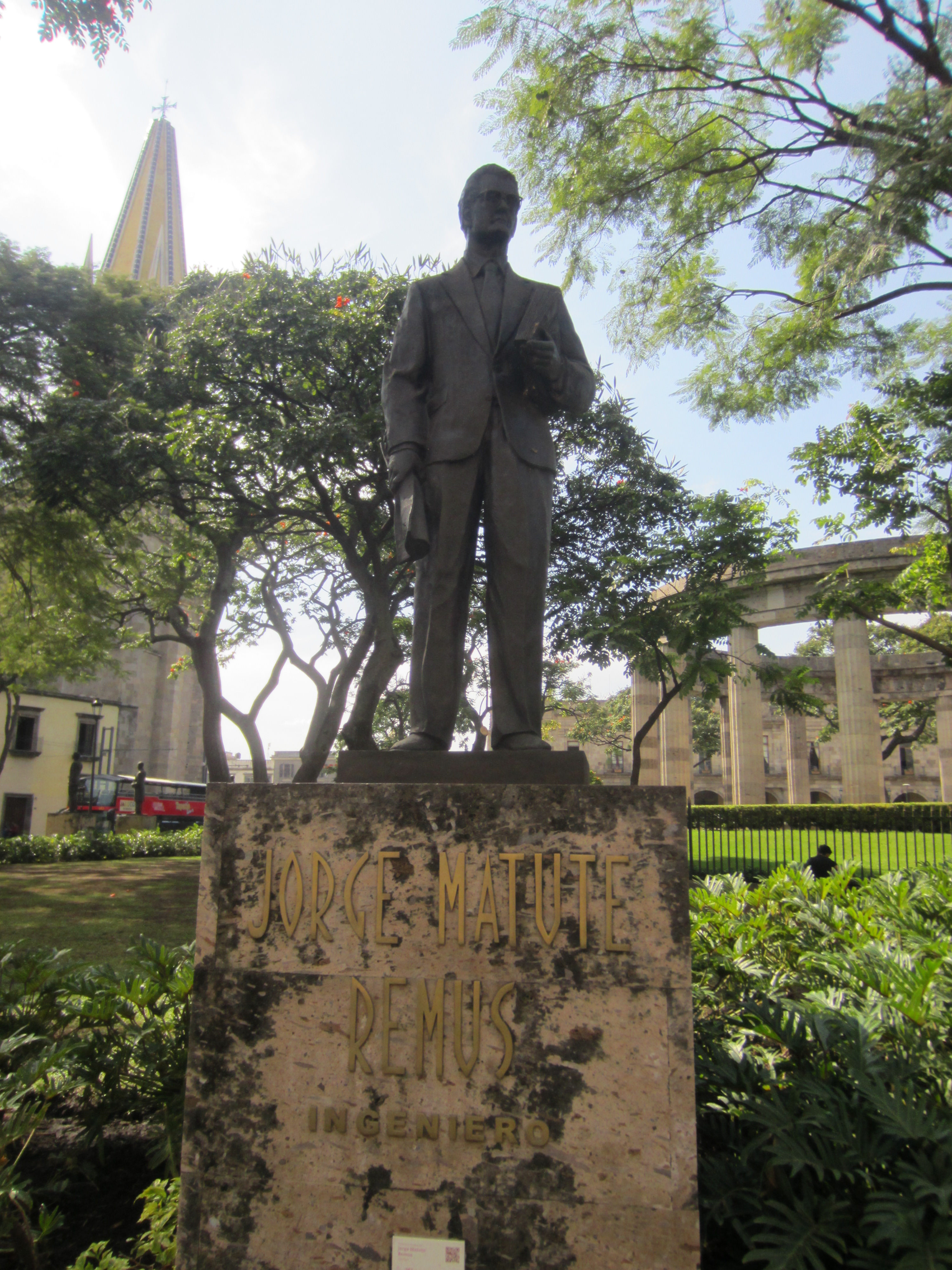
Jorge Matute Remus

Jorge Matute Remus (Guadalajara, Jalisco, México; 17 de febrero de 1912-Ibídem; 6 de julio de 2002) fue un ingeniero civil, político y catedrático mexicano, reconocido entre otras cosas, por el traslado del edificio de Teléfonos de México en 1950 para ampliar la Avenida Juárez en Guadalajara y por el impulso que le dio a la Universidad de Guadalajara durante su periodo como rector de ésta.
Trabajó posteriormente para la compañía de petróleos El Águila. A partir de la expropiación petrolera en 1936, dicha compañía le ofreció un empleo en Venezuela, el cual rechazó para regresar a Guadalajara en donde comenzó a ser catedrático en la Universidad de Guadalajara, labor que nunca dejó de realizar y por la cual sería ampliamente reconocido.

## Primeros años
Matute Remus durante su infancia y juventud estudió en el Colegio Luis Silva, ubicado en el centro su ciudad natal.{cr}}

## Reubicación del edificio de Telmex
Entre sus trabajos, destaca la reubicación del edificio de la compañía Telefónica Mexicana (Telmex), en avenida Juárez 506 (esquina con Donato Guerra), en el centro de Guadalajara. El edificio, con un peso aproximado de 1700 toneladas, fue desplazado 11.82  metros de su alineación original, hacia el Norte.[cita requerida]
En Guadalajara existía una calle denominada Juárez, cerrada por el antiguo edificio de la Penitenciaria del Estado, y a espaldas de dicho edificio se iniciaba una amplia avenida denominada Vallarta. Por el año de 1927 el Gobierno decidió, dadas las necesidades de tránsito, demoler el edificio de la Penitenciaría y unir la calle Juárez y la avenida Vallarta.[cita requerida]
La capacidad excepcional del ingeniero Jorge Matute Remus para resolver problemas técnicos y urbanos se mostró de manera notable en 1950, cuando hizo posible la ampliación efectiva de la avenida Juárez, al mover 11.82 m el edificio de la Compañía Telefónica Mexicana, sin interrumpir ni un solo momento la comunicación telefónica en la ciudad, ni ninguno de sus servicios. Para que las operadoras tuvieran la confianza de permanecer dentro del edificio y continuar sus labores mientras este era desplazado, el ingeniero le pidió a su esposa, Esmeralda Villaseñor de Matute, que entrara al edificio con su hijo Juan Jorge, de siete años, a acompañar a las operadoras.
Ese movimiento, que se inició el 24 de octubre de 1950, fue necesario para la ampliación de una de las arterias más importantes en la ciudad de Guadalajara: la avenida Juárez. Los preparativos de la obra iniciaron en mayo de 1950 y las labores se terminaron en noviembre del mismo año, con un costo de $1 millón de pesos. El movimiento del edificio se realizó en cinco días.

## Rector de la Universidad de Guadalajara
Matute Remus fue rector de la Universidad de Guadalajara de 1949 a 1953. Uno de sus logros más importantes como rector fue que los estudiantes de todo el estado pudieran ingresar a la Universidad de Guadalajara, ya que antes el ingreso estaba reservado únicamente para las escuelas públicas de Jalisco.[cita requerida]
El 19 de septiembre de 1949, fundó el Instituto Tecnológico de la Universidad de Guadalajara, complejo universitario que es sede de la Escuela Vocacional, Preparatoria n.º 12, Instituto Politécnico, Áreas Deportivas de la propia universidad, el Centro Universitario de Ciencias de la Salud (CUCS) y el Centro Universitario de Ciencias Exactas e Ingenierías (CUCEI). Dentro de este último se encuentra un auditorio que lleva su nombre.[cita requerida]
Además, creó y fortaleció nuevas carreras y se nombraron profesores e investigadores de tiempo completo; buscó y contrató expertos europeos, para dotar las aulas de docentes que brindaran conocimientos técnicos a sus alumnos. Entre los maestros europeos contratados destacan Mathias Goeritz, quien fue incorporado a la Escuela de Arquitectura, así como Eric Couffal.[cita requerida]
A pesar de ser un reconocido ingeniero civil, su preocupación abarcó no solo aspectos científicos sino también la cultura general que fomentó entre los estudiantes con una labor editorial vasta y continua de obras de jaliscienses, principalmente. Junto con el Luis Farah, en el periodo de rector de este, se comenzó a trabajar en la fundación de la Escuela de Arquitectura, la cual se inauguró durante su gestión.[cita requerida]
Su periodo de cuatro años como rector fue el más largo hasta entonces. El promedio de duración era de sólo dos años.[cita requerida]

## Presidente municipal de Guadalajara
Asumió la Presidencia Municipal de Guadalajara, sucediendo a Juan Ignacio Menchaca Manjarrez, de 1953 a 1955. La obra prioritaria de su administración fue lograr el suministro de agua potable a la ciudad desde el lago de Chapala; las obras se inauguraron en los primeros meses de 1956. Fue sucedido por Juan Gil Preciado en 1956.[cita requerida]

## Década de 1970 y últimos años
El primero de septiembre de 1968, al iniciar actividades escolares el CeRETI (Centro Regional de Enseñanza Técnica Industrial), hoy CETI, fungió como primer director fundador, cargo que desempeñó hasta diciembre de 1970 (actualmente la institución cuenta con un edificio en su nombre).
Falleció el 7 de julio de 2002 a los 90 años de edad.

## Distinciones nacionales e internacionales

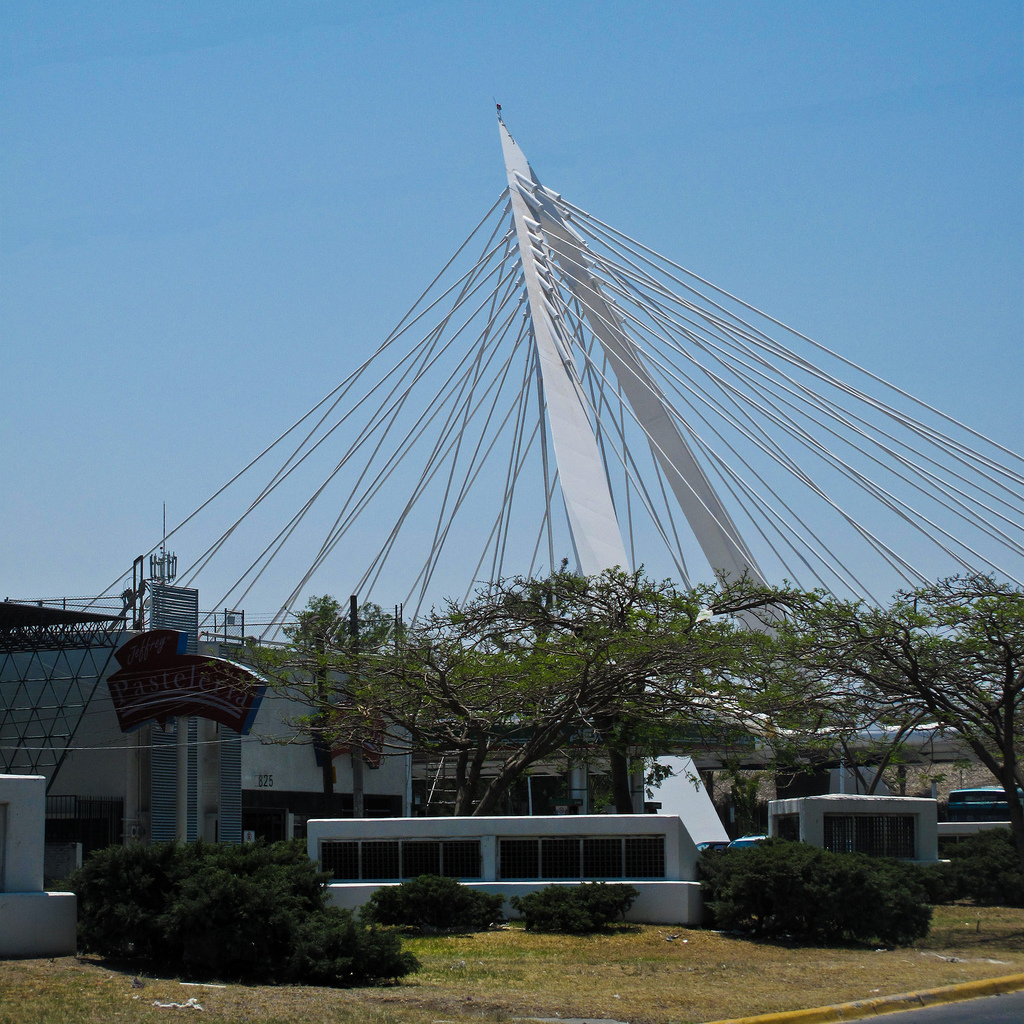
Puente Matute Remus, en imagen del 2011.

Obtuvo varias distinciones nacionales e internacionales:
- Palmas Académicas del Gobierno de Francia (1951)
- Premio Jalisco, por la restauración de la cúpula del Hospicio Cabañas, trabajos que pusieron a salvo los murales de José Clemente Orozco (1955)
- Reconocimiento de la Unesco por su labor docente (1970)
- Premio Nacional de Ingeniería (1971)
- Medalla de la Universidad de Guadalajara por 36 años de labor docente (1974)
- Reconocimiento de la American Water Works Association, por su labor para

a los servicios de agua potable y alcantarillado de la zona metropolitana de Guadalajara (1982).
- Premio Ciudad de Guadalajara, otorgado por el Ayuntamiento de Guadalajara (1995).
- Doctor Honoris Causa por la Universidad de Guadalajara (2006) (existe en esta misma universidad una cátedra magisterial que lleva su nombre).

En 2011 se construyó un puente vehicular atirantado moderno en la ciudad de Guadalajara que lleva en honor su nombre, en la calzada Lázaro Cárdenas a su cruce con avenida Tepeyac, Lorenzana, López Mateos y Guadalupe, Puente Matute Remus.
El 17 de febrero de 2014, después de homenajes en el paraninfo de la Universidad de Guadalajara y el Ayuntamiento de Guadalajara, sus restos fueron depositados en la Rotonda de los Jaliscienses Ilustres actualmente sus restos se encuentran ahí y puedes visitar esa rotonda y ver su estatua, obra del del pintor y escultor Carlos Terrés.
En 2017 tomó protesta el director de la escuela politécnica "Ingeniero Jorge Matute Remus", misma que pertenece a la Universidad de Guadalajara.